# Onchium robustum
Onchium robustum is een rondwormensoort uit de familie van de Camacolaimidae. De wetenschappelijke naam van de soort is voor het eerst geldig gepubliceerd in 1965 door Gerlach.